# Amphiporus inexpectatus
Amphiporus inexpectatus är en djurart som tillhör fylumet slemmaskar, och som beskrevs av Wheeler 1934. Amphiporus inexpectatus ingår i släktet Amphiporus och familjen Amphiporidae. Inga underarter finns listade i Catalogue of Life.